# Liga Mundial de Voleibol de 1996
A Liga Mundial de Voleibol de 1996 foi a sétima edição do torneio anual organizado pela Federação Internacional de Voleibol. Foi disputada por onze países, de 10 de maio a 29 de junho. A Fase Final foi realizada em Roterdã, nos Países Baixos.

## Formato
Na primeira fase, as onze equipes foram divididas em três grupos e jogaram quatro vezes contra cada uma das outras do grupo (duas como mandante e duas como visitante) à exceção do grupo C. Classificaram-se para a fase final (disputada em Roterdã) os Países Baixos (país-sede da fase final) os campeões de cada grupo e os 2 vice-campeões do grupo A e C.

## Equipes participantes
Equipes que participaram da edição 1996 da Liga Mundial integrando os seguintes grupos:
| Grupo A                               | Grupo B                                      | Grupo C                |
| ------------------------------------- | -------------------------------------------- | ---------------------- |
| Argentina · Brasil · Cuba · Espanha · | Bulgária · Grécia · Itália · Países Baixos · | China · Japão · Rússia |

## Fase Intercontinental

### Grupo A
| Pos | Equipe    | Pts | V  | D | SV | SP | SA    |
| --- | --------- | --- | -- | - | -- | -- | ----- |
| 1   | Brasil    | 22  | 10 | 2 | 34 | 13 | 2,615 |
| 2   | Cuba      | 18  | 6  | 6 | 24 | 24 | 1,000 |
| 3   | Argentina | 16  | 4  | 8 | 22 | 26 | 0,846 |
| 4   | Espanha   | 16  | 4  | 8 | 13 | 30 | 0,433 |

PTS - pontos, V - vitórias, D - derrotas, SV - sets vencidos, SP - sets perdidos, SA - sets average
| Data  | Jogo      | Jogo | Jogo      | Parciais | Parciais | Parciais | Parciais | Parciais | Cidade         |
| Data  | Jogo      | Jogo | Jogo      | 1        | 2        | 3        | 4        | 5        | Cidade         |
| ----- | --------- | ---- | --------- | -------- | -------- | -------- | -------- | -------- | -------------- |
| 10/05 | Espanha   | 0-3  | Brasil    | 13-15    | 4-15     | 8-15     | -        | -        | Sevilha        |
| 12/05 | Espanha   | 3-2  | Brasil    | 12-15    | 15-10    | 5-15     | 15-12    | 15-10    | Sevilha        |
|       | Cuba      | 3-1  | Argentina | 15-17    | 15-7     | 15-4     | 15-9     | -        | Havana         |
|       | Cuba      | 3-1  | Argentina | 15-6     | 13-15    | 15-9     | 15-12    | -        | Havana         |
|       | Espanha   | 3-2  | Argentina | 6-15     | 2-15     | 15-6     | 15-11    | 15-12    |                |
|       | Espanha   | 0-3  | Argentina | 5-15     | 9-15     | 12-15    | -        | -        |                |
| 17/05 | Cuba      | 3-2  | Brasil    | 15-11    | 12-15    | 15-6     | 10-15    | 15-12    | Havana         |
| 18/05 | Cuba      | 2-3  | Brasil    | 15-11    | 7-15     | 14-16    | 15-13    | 13-15    | Havana         |
|       | Cuba      | 3-0  | Espanha   | 15-6     | 15-13    | 15-9     | -        | -        | Havana         |
|       | Cuba      | 2-3  | Espanha   | 15-7     | 9-15     | 15-8     | 13-15    | 9-15     | Havana         |
| 25/05 | Argentina | 2-3  | Brasil    | 10-15    | 13-15    | 15-8     | 15-12    | 17-19    | Buenos Aires   |
| 26/05 | Argentina | 1-3  | Brasil    | 15-7     | 10-15    | 9-15     | 8-15     | -        | Buenos Aires   |
|       | Espanha   | 0-3  | Cuba      | 9-15     | 9-15     | 16-17    | -        | -        |                |
|       | Espanha   | 3-0  | Cuba      | 15-9     | 16-14    | 15-12    | -        | -        |                |
| 1/06  | Brasil    | 3-1  | Argentina | 14-16    | 15-9     | 15-7     | 15-4     | -        | São Paulo      |
| 2/06  | Brasil    | 3-0  | Argentina | 15-7     | 15-11    | 15-1     | -        | -        | São Paulo      |
| 8/06  | Brasil    | 3-0  | Cuba      | 15-6     | 15-12    | 15-10    | -        | -        | Rio de Janeiro |
| 9/06  | Brasil    | 3-1  | Cuba      | 15-7     | 12-15    | 15-6     | 15-12    | -        | Rio de Janeiro |
|       | Argentina | 3-1  | Espanha   | 6-15     | 15-8     | 15-11    | 15-12    | -        |                |
|       | Argentina | 3-0  | Espanha   | 15-9     | 15-5     | 15-5     | -        | -        |                |
|       | Argentina | 2-3  | Cuba      | 15-12    | 10-15    | 15-6     | 11-15    | 11-15    |                |
|       | Argentina | 3-1  | Cuba      | 15-12    | 15-7     | 6-15     | 15-10    | -        |                |
| 15/06 | Brasil    | 3-0  | Espanha   | 15-13    | 15-9     | 15-10    | -        | -        | Belo Horizonte |
| 16/06 | Brasil    | 3-0  | Espanha   | 15-11    | 15-10    | 15-8     | -        | -        | Belo Horizonte |

### Grupo B
| Pos | Equipe        | Pts | V  | D  | SV | SP | SA    |
| --- | ------------- | --- | -- | -- | -- | -- | ----- |
| 1   | Itália        | 23  | 11 | 1  | 34 | 10 | 3,400 |
| 2   | Países Baixos | 20  | 8  | 4  | 28 | 13 | 2,154 |
| 3   | Bulgária      | 16  | 4  | 8  | 17 | 25 | 0,680 |
| 4   | Grécia        | 13  | 1  | 11 | 4  | 35 | 0,114 |

PTS - pontos, V - vitórias, D - derrotas, SV - sets vencidos, SP - sets perdidos, SA - sets average
| Jogo          | Jogo | Jogo          | Parciais | Parciais | Parciais | Parciais | Parciais |
| Jogo          | Jogo | Jogo          | 1        | 2        | 3        | 4        | 5        |
| ------------- | ---- | ------------- | -------- | -------- | -------- | -------- | -------- |
| Bulgária      | 3-0  | Grécia        | 15-13    | 15-3     | 15-4     | -        | -        |
| Bulgária      | 3-0  | Grécia        | 15-6     | 15-11    | 15-10    | -        | -        |
| Países Baixos | 0-3  | Itália        | 8-15     | 9-15     | 12-15    | -        | -        |
| Países Baixos | 1-3  | Itália        | 15-7     | 10-15    | 12-15    | 13-15    | -        |
| Itália        | 3-0  | Bulgária      | 15-9     | 15-7     | 15-5     | -        | -        |
| Itália        | 3-1  | Bulgária      | 14-16    | 15-9     | 15-11    | 15-10    | -        |
| Grécia        | 0-3  | Países Baixos | 4-15     | 13-15    | 13-15    | -        | -        |
| Grécia        | 1-3  | Países Baixos | 10-15    | 10-15    | 15-7     | 2-15     | -        |
| Bulgária      | 0-3  | Países Baixos | 8-15     | 11-15    | 10-15    | -        | -        |
| Bulgária      | 0-3  | Países Baixos | 12-15    | 8-15     | 9-15     | -        | -        |
| Grécia        | 0-3  | Itália        | 4-15     | 7-15     | 11-15    | -        | -        |
| Grécia        | 0-3  | Itália        | 10-15    | 11-15    | 8-15     | -        | -        |
| Bulgária      | 3-1  | Itália        | 15-11    | 15-1     | 13-15    | 15-12    | -        |
| Bulgária      | 2-3  | Itália        | 5-15     | 6-15     | 15-11    | 15-12    | 13-15    |
| Países Baixos | 3-0  | Grécia        | 15-4     | 15-2     | 15-6     | -        | -        |
| Países Baixos | 3-0  | Grécia        | 15-12    | 15-4     | 15-6     | -        | -        |
| Itália        | 3-1  | Países Baixos | 15-4     | 12-15    | 15-10    | 15-2     | -        |
| Itália        | 3-2  | Países Baixos | 13-15    | 16-14    | 15-3     | 5-15     | 15-12    |
| Grécia        | 3-2  | Bulgária      | 10-15    | 0-15     | 15-7     | 15-7     | 27-25    |
| Grécia        | 0-3  | Bulgária      | 6-15     | 3-15     | 2-15     | -        | -        |
| Países Baixos | 3-0  | Bulgária      | 15-6     | 15-4     | 15-7     | -        | -        |
| Países Baixos | 3-0  | Bulgária      | 15-9     | 15-4     | 15-8     | -        | -        |
| Itália        | 3-0  | Grécia        | 15-6     | 15-3     | 15-6     | -        | -        |
| Itália        | 3-0  | Grécia        | 15-5     | 15-8     | 15-3     | -        | -        |

### Grupo C
| Pos | Equipe | Pts | V  | D | SV | SP | SA    |
| --- | ------ | --- | -- | - | -- | -- | ----- |
| 1   | Rússia | 24  | 12 | 0 | 36 | 7  | 5,143 |
| 2   | China  | 15  | 3  | 9 | 17 | 31 | 0,548 |
| 3   | Japão  | 15  | 3  | 9 | 16 | 31 | 0,516 |

PTS - pontos, V - vitórias, D - derrotas, SV - sets vencidos, SP - sets perdidos, SA - sets average
Como este grupo tem um país a menos em relação aos outros dois, o formato de disputa foi diferente: em cada fim-de-semana, cada equipe enfrentou cada uma das outras uma vez, e os três jogos da rodada aconteceram em uma mesma cidade
| Jogo   | Jogo | Jogo   | Parciais | Parciais | Parciais | Parciais | Parciais | Cidade          |
| Jogo   | Jogo | Jogo   | 1        | 2        | 3        | 4        | 5        | Cidade          |
| ------ | ---- | ------ | -------- | -------- | -------- | -------- | -------- | --------------- |
| China  | 2-3  | Japão  | 15-10    | 13-15    | 16-14    | 6-15     | 13-15    | Pequim          |
| Rússia | 3-2  | Japão  | 15-7     | 12-15    | 12-15    | 15-7     | 20-18    | Pequim          |
| China  | 0-3  | Rússia | 8-15     | 7-15     | 9-15     | -        | -        | Pequim          |
| Rússia | 3-0  | Japão  | 17-15    | 15-6     | 15-2     | -        | -        | Moscou          |
| Japão  | 3-1  | China  | 11-15    | 25-8     | 15-3     | 15-7     | -        | Moscou          |
| Rússia | 3-1  | China  | 16-14    | 12-15    | 15-7     | 15-9     | -        | Moscou          |
| Rússia | 3-0  | China  | 15-12    | 15-7     | 15-8     | -        | -        | Yamaguchi       |
| Japão  | 3-1  | China  | 11-15    | 15-12    | 15-4     | 15-4     | -        | Yamaguchi       |
| Japão  | 0-3  | Rússia | 14-16    | 10-15    | 7-15     | -        | -        | Yamaguchi       |
| China  | 0-3  | Rússia | 13-15    | 6-15     | 11-15    | -        | -        | Xangai          |
| Rússia | 3-0  | Japão  | 15-11    | 15-6     | 15-4     | -        | -        | Xangai          |
| China  | 3-0  | Japão  | 15-5     | 15-6     | 15-4     | -        | -        | Xangai          |
| Rússia | 3-1  | China  | 15-11    | 15-9     | 13-15    | 15-3     | -        | São Petersburgo |
| China  | 3-2  | Japão  | 15-13    | 13-15    | 15-6     | 7-15     | 15-5     | São Petersburgo |
| Rússia | 3-0  | Japão  | 16-14    | 15-11    | 15-2     | -        | -        | São Petersburgo |
| Rússia | 3-2  | China  | 9-15     | 11-15    | 15-5     | 10-15    | 15-13    | Tóquio          |
| Japão  | 2-3  | China  | 13-15    | 16-17    | 15-11    | 15-3     | 13-15    | Tóquio          |
| Japão  | 1-3  | Rússia | 6-15     | 15-6     | 14-16    | 1-15     | -        | Tóquio          |

## Fase Final
| Data  | Jogo          | Jogo | Jogo   | Parciais | Parciais | Parciais | Parciais | Parciais |
| Data  | Jogo          | Jogo | Jogo   | 1        | 2        | 3        | 4        | 5        |
| ----- | ------------- | ---- | ------ | -------- | -------- | -------- | -------- | -------- |
| 24/06 | Itália        | 3-1  | Brasil | 15-9     | 15-9     | 11-15    | 15-10    | -        |
| 24/06 | Rússia        | 3-2  | Cuba   | 4-15     | 15-6     | 15-7     | 7-15     | 15-13    |
| 24/06 | Países Baixos | 3-0  | China  | 15-4     | 15-7     | 15-3     | -        | -        |
| 25/06 | Itália        | 3-0  | Cuba   | 15-10    | 15-3     | 15-6     | -        | -        |
| 25/06 | Brasil        | 3-0  | China  | 15-4     | 15-9     | 16-14    | -        | -        |
| 25/06 | Países Baixos | 3-0  | Rússia | 15-9     | 15-2     | 16-14    | -        | -        |
| 27/06 | Itália        | 3-2  | Rússia | 10-15    | 10-15    | 16-14    | 15-4     | 16-14    |
| 27/06 | Cuba          | 3-0  | China  | 15-10    | 15-7     | 15-4     | -        | -        |
| 27/06 | Países Baixos | 3-1  | Brasil | 15-12    | 15-9     | 10-15    | 15-9     | -        |
| 28/06 | China         | 3-0  | Itália | 15-13    | 16-14    | 15-13    | -        | -        |
| 28/06 | Rússia        | 3-0  | Brasil | 15-13    | 15-12    | 15-13    | -        | -        |
| 28/06 | Países Baixos | 3-1  | Cuba   | 11-15    | 15-10    | 15-8     | 15-11    | -        |

| Pos | Equipe        | Pts | V | D | SV | SP | SA    | PF  | PS  | PA    |
| --- | ------------- | --- | - | - | -- | -- | ----- | --- | --- | ----- |
| 1   | Países Baixos | 8   | 4 | 0 | 12 | 2  | 6,000 | 202 | 128 | 1,578 |
| 2   | Itália        | 7   | 3 | 1 | 9  | 6  | 1,500 | 208 | 170 | 1,223 |
| 3   | Rússia        | 6   | 2 | 2 | 8  | 8  | 1,000 | 188 | 207 | 0,908 |
| 4   | Cuba          | 5   | 1 | 3 | 6  | 9  | 0,666 | 164 | 178 | 0,921 |
| 5   | Brasil        | 5   | 1 | 3 | 5  | 9  | 0,555 | 172 | 183 | 0,940 |
| 6   | China         | 5   | 1 | 3 | 3  | 9  | 0,333 | 108 | 176 | 0,613 |

PTS - pontos, V - vitórias, D - derrotas, SV - sets vencidos, SP - sets perdidos, SA - sets average, PF - pontos a favor, PS - pontos sofridos, PA - pontos average

### Disputa de 3º lugar
| Data  | Jogo   | Jogo | Jogo | Parciais | Parciais | Parciais | Parciais | Parciais |
| Data  | Jogo   | Jogo | Jogo | 1        | 2        | 3        | 4        | 5        |
| ----- | ------ | ---- | ---- | -------- | -------- | -------- | -------- | -------- |
| 29/06 | Rússia | 3-2  | Cuba | 3-15     | 15-7     | 4-15     | 16-14    | 19-17    |

### Final
| Data  | Jogo          | Jogo | Jogo   | Parciais | Parciais | Parciais | Parciais | Parciais |
| Data  | Jogo          | Jogo | Jogo   | 1        | 2        | 3        | 4        | 5        |
| ----- | ------------- | ---- | ------ | -------- | -------- | -------- | -------- | -------- |
| 29/06 | Países Baixos | 3-2  | Itália | 17-15    | 15-12    | 10-15    | 10-15    | 22-20    |

## Classificação Final
| #      | Equipe        |
| ------ | ------------- |
| Gold   | Países Baixos |
| Silver | Itália        |
| Bronze | Rússia        |
| 4.     | Cuba          |
| 5.     | Brasil        |
| 6.     | China         |
| 7.     | Argentina     |
| 8.     | Bulgária      |
| 9.     | Japão         |
| 10.    | Espanha       |
| 11.    | Grécia        |

## Prêmios
- MVP (Jogador Mais Valioso):  Lorenzo Bernardi
- Maior Pontuador:  Lorenzo Bernardi
- Melhor Ataque:  Stanislav Dineykin
- Melhor Saque:  Alain Roca
- Melhor Bloqueio:  Ihosvany Hernández